# Delhi

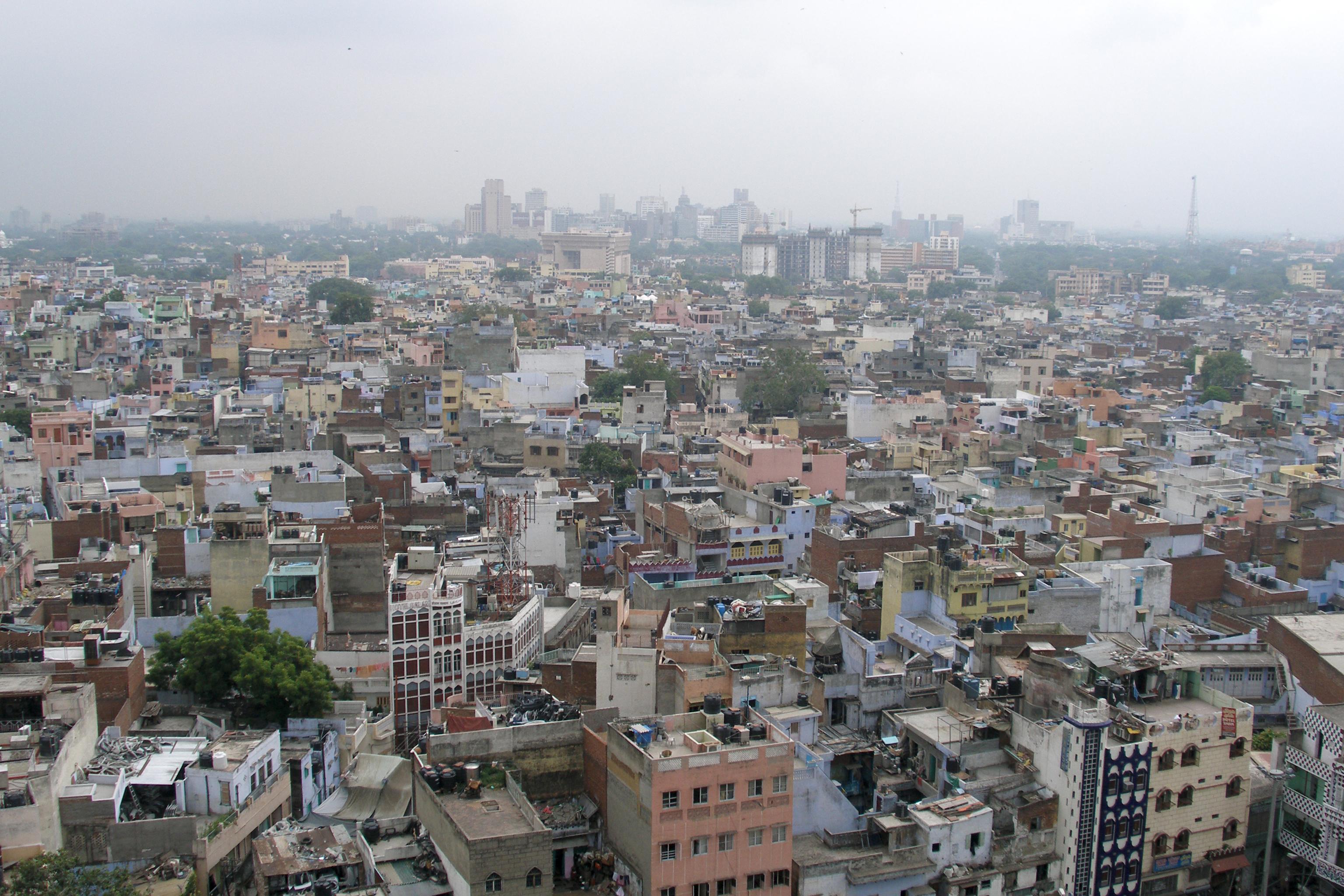
Blick über Shahjahanabad Richtung Neu-Delhi

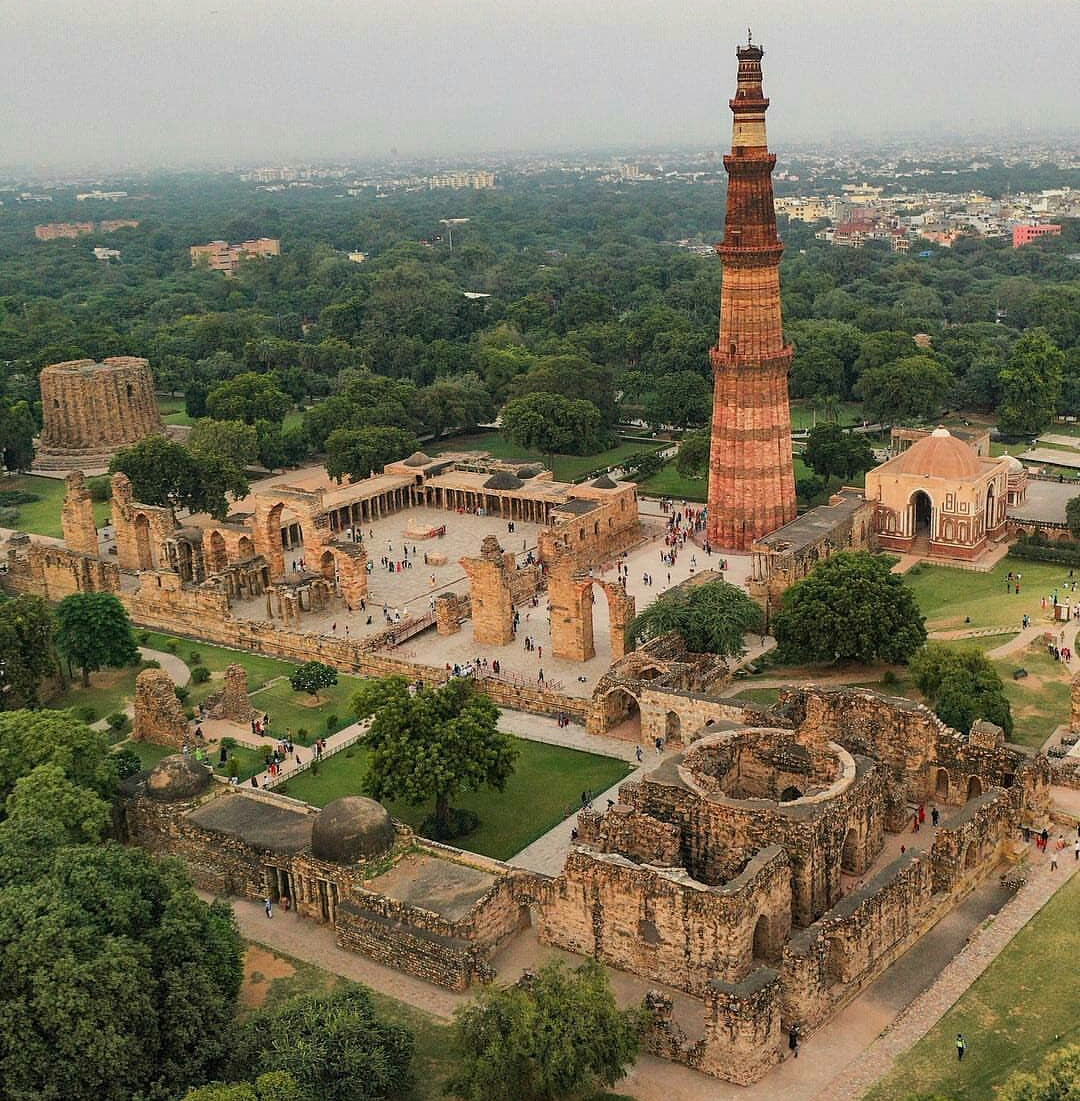
Qutb-Komplex

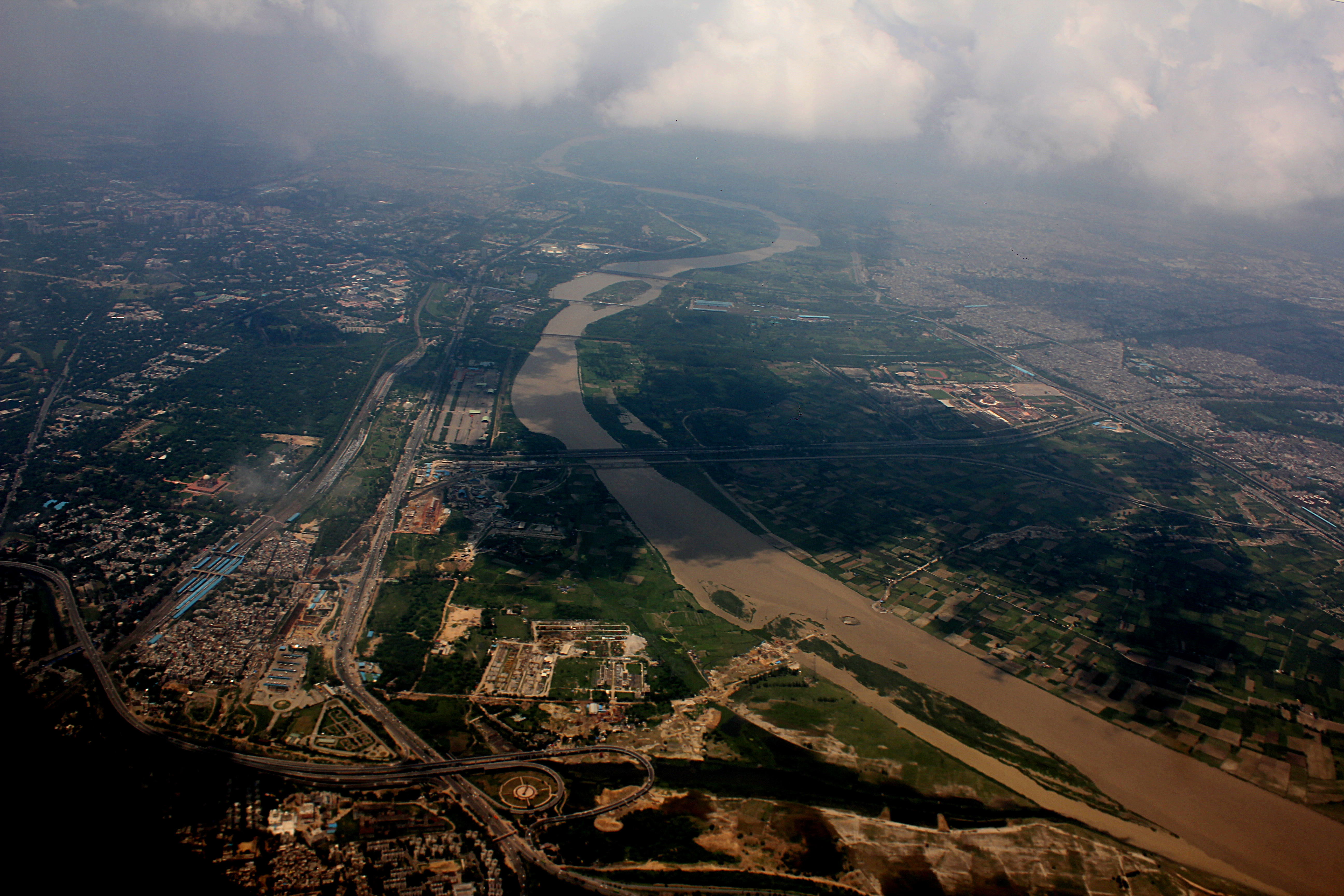
Die Yamuna in Delhi

Delhi (Hindi दिल्ली Dillī [ˈdɪlːiː], Urdu دہلی Dêhlī, Panjabi ਦਿੱਲੀ Dillī) ist eine Metropole im Norden Indiens und als Nationales Hauptstadtterritorium Delhi (National Capital Territory of Delhi, kurz NCT) ein direkt der indischen Zentralregierung unterstelltes Unionsterritorium. Delhi schließt mit Neu-Delhi die indische Hauptstadt ein.
Das Unionsterritorium untersteht direkt der indischen Zentralregierung, wobei ihm seit 1992 durch einen Sonderstatus ein gewisses Maß an Autonomie zusteht. So hat Delhi ein eigenes Parlament (Delhi Legislative Assembly) und eine eigene Regierung, der ein vom Parlament gewählter Chief Minister vorsteht. Das eine einzige Agglomeration bildende Hauptstadtterritorium Delhi ist in elf Distrikte sowie drei kommunale Verwaltungseinheiten unterteilt.
Das Hauptstadtterritorium Delhi hatte bei der Volkszählung 2011 rund 16,8 Millionen Einwohner und gehört weltweit zu den Megastädten. Die Metropolregion, die u. a. auch die in den benachbarten Bundesstaaten gelegenen Großstädte Gurugram, Ghaziabad, Noida und Faridabad umfasst, ist mit 31,87 Millionen Einwohnern die drittgrößte der Welt (Stand 2021).
Die National Capital Region ist eine 1991 eingeführte Planungsregion, die neben dem Hauptstadtterritorium auch bedeutende Teile der angrenzenden Bundesstaaten Haryana, Uttar Pradesh und Rajasthan einschließt und über 45 Millionen Einwohner hat.

## Name

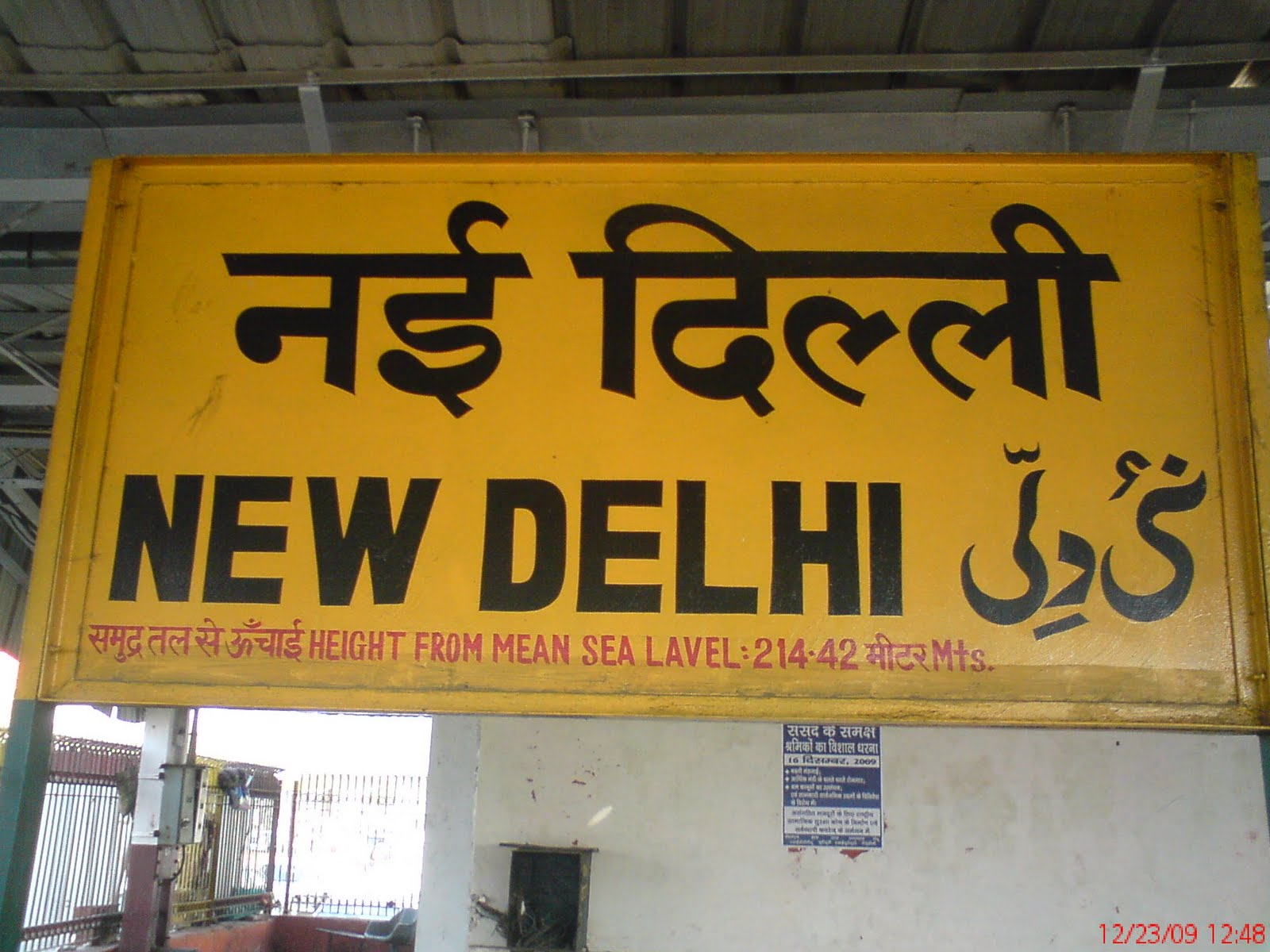
Dreisprachiges Bahnhofsschild (Hindi, Englisch, Urdu) am Bahnhof Neu-Delhi

In Hindi und Panjabi wird der Stadtname [ˈdɪlːiː] ausgesprochen, in Urdu [ˈdɛɦliː], im Englischen [ˈdɛli].
Die Etymologie des Toponyms ist nicht gesichert. Plausibel erscheint eine Ableitung aus dem Hindustani-Wort dil für „Hügel“. Oft wird der Name mit einem legendären König namens Dhilu in Zusammenhang gebracht, der im 1. Jahrhundert v. Chr. in Delhi geherrscht haben soll. Auch eine Herleitung vom Sanskrit-Wort dehalī für „Schwelle“ oder dem persischen dehlīz für „Diele“ ist vorgeschlagen worden; demnach bezöge sich der Name auf die Lage Delhis am Übergang zwischen Punjab und Doab. Die Herleitung von dem aus dem Persischen stammenden Hindustani-Wort dil für „Herz“ (Delhi wäre demnach die „Stadt des Herzens“) muss dagegen als Volksetymologie gelten.
Eigenartig ist die im lateinischen Schriftsystem verwendete Schreibung Delhi mit der Buchstabenfolge ‹lh›, die die noch im 19. Jahrhundert durchaus gebräuchliche Form Dehli nahezu komplett ersetzt hat. Die Schreibung Delhi korrespondiert nicht mit der Aussprache des Stadtnamens, lässt sich nicht etymologisieren und auch sonst nicht durch irgendeine mögliche Ausgangssprache erklären. Die in der Literatur dementsprechend als am plausibelsten betrachtete These verweist auf einen kolonialzeitlichen Schreibfehler: Wahrscheinlich vertauschten Beamte der Britischen Ostindien-Kompanie bei der Transkription des Urdu-Namens der Stadt دہلی ‚Dehli‘ zwei Buchstaben und dieser Lapsus schlich sich in der Folge in den amtlichen Schriftverkehr ein. In jüngerer Zeit wurde vorgeschlagen, den englischen Namen der Stadt von Delhi in Dilli zu ändern. In ähnlicher Weise sind bei einer Reihe anderer indischer Städte die kolonialzeitlichen Namensformen ersetzt worden (vgl. die Umbenennung von Bombay in Mumbai, Calcutta in Kolkata und Madras in Chennai).
Das Verhältnis zwischen den Namen Delhi und New Delhi bzw. Neu-Delhi ist komplex. Im engeren Sinne bezeichnet Neu-Delhi nur das während der britischen Kolonialzeit planmäßig angelegte Regierungsviertel. Dies entspricht auch einigermaßen den administrativen Grenzen der Kommunalverwaltung Neu-Delhis. Oft wird Neu-Delhi aber auch komplementär zu Alt-Delhi bzw. Old Delhi für alle Gebiete Delhis außerhalb Shahjahanabads benutzt. Häufig sind die Namen Delhi und Neu-Delhi gänzlich austauschbar.

## Geografie

### Geografische Lage
Delhi liegt am Fluss Yamuna durchschnittlich 216 Meter über dem Meeresspiegel.

### Klima
Die Jahresdurchschnittstemperatur beträgt 25 Grad Celsius, die jährliche Niederschlagsmenge 719 Millimeter im Mittel. Der wärmste Monat ist der Juni mit durchschnittlich 33,4 Grad Celsius und der kälteste der Januar mit 14,5 Grad Celsius im Mittel. Der meiste Niederschlag fällt im Monat August mit durchschnittlich 206 Millimetern, der wenigste im November mit 4 Millimetern im Mittel.
|                       | Jan  | Feb  | Mär  | Apr  | Mai  | Jun  | Jul   | Aug   | Sep   | Okt  | Nov  | Dez  |   |       |
| Mittl. Tagesmax. (°C) | 20,8 | 23,7 | 29,7 | 36,1 | 39,8 | 39,4 | 35,2  | 33,7  | 34,0  | 32,9 | 28,0 | 22,7 | ⌀ | 31,4  |
| Mittl. Tagesmin. (°C) | 7,7  | 10,3 | 15,4 | 21,5 | 26,2 | 28,3 | 27,1  | 26,3  | 24,7  | 19,4 | 12,8 | 8,4  | ⌀ | 19    |
|                       |      |      |      |      |      |      |       |       |       |      |      |      |   |       |
| Niederschlag (mm)     | 20,6 | 21,5 | 14,7 | 11,1 | 17,0 | 68,3 | 197,8 | 205,5 | 129,3 | 20,5 | 3,7  | 8,8  | Σ | 718,8 |
|                       |      |      |      |      |      |      |       |       |       |      |      |      |   |       |
| Sonnenstunden (h/d)   | 6,9  | 7,6  | 7,7  | 8,7  | 8,5  | 6,6  | 5,4   | 5,7   | 7,3   | 8,7  | 8,2  | 7,0  | ⌀ | 7,4   |
|                       |      |      |      |      |      |      |       |       |       |      |      |      |   |       |
| Regentage (d)         | 2,3  | 3,1  | 3,1  | 2    | 3,2  | 6,3  | 13,9  | 14,2  | 6,9   | 1,6  | 0,8  | 1,7  | Σ | 59,1  |
|                       |      |      |      |      |      |      |       |       |       |      |      |      |   |       |
| Luftfeuchtigkeit (%)  | 63   | 55   | 47   | 34   | 33   | 46   | 70    | 73    | 62    | 52   | 55   | 62   | ⌀ | 54,4  |

| 7,7 |

| 10,3 |

| 15,4 |

| 21,5 |

| 26,2 |

| 28,3 |

| 27,1 |

| 26,3 |

| 24,7 |

| 19,4 |

| 12,8 |

| 8,4 |

| 7,7 |

| 10,3 |

| 15,4 |

| 21,5 |

| 26,2 |

| 28,3 |

| 27,1 |

| 26,3 |

| 24,7 |

| 19,4 |

| 12,8 |

| 8,4 |

## Geschichte
Delhi wird traditionell mit der im indischen Epos Mahabharata genannten Stadt Indraprastha in Zusammenhang gebracht, die speziell im Gebiet der Purana Qila lokalisiert wird. Dort wurden bei archäologischen Ausgrabungen zwar Funde aus dem Zeitraum um 1000 v. Chr. zu Tage gefördert, für eine Identifizierung dieser Siedlungsreste mit der legendären Stadt Indraprastha gibt es allerdings keine Evidenz.
Delhi lag in der Maurya-Ära (322 v. Chr.-72 v. Chr.) an einer wichtigen Verbindungsstrecke sowohl in west-östlicher als auch in nord-südlicher Richtung.
Die Ursprünge des modernen Delhi werden gemeinhin auf den Bau der Festung Lal Kot im 11. Jahrhundert n. Chr. durch die Tomara-Rajputen zurückgeführt, gefolgt von zahlreichen weiteren Siedlungs-, Festungs- und Stadtgründungen auf dem Gebiet des heutigen Delhi. Dabei wird gerne auf die „sieben Städte von Delhi“ verwiesen; die klassische Liste von sieben Städten, geprägt von kolonialzeitlichen Historikern, nimmt allerdings nur Bezug auf die Gründungstätigkeiten der islamischen Ära, also der Sultanats- und Mogulzeit, und umfasst den Qutb-Komplex/Mehrauli, Siri, Tughlaqabad, Jahanpanah, Ferozabad, Dinpanah/Shergarh und Shahjahanabad. Sieben-Städte-Listen neueren Datums führen oft aber auch andere der zahlreichen Siedlungen an, die vor, während und nach der islamischen Ära gegründet wurden.
Im Jahr 1192 fiel der Rajputen-Fürst Prithviraj III. Chauhan (1162–1192) als letzter hinduistischer König in einer Schlacht gegen die schon seit geraumer Zeit immer wieder angreifenden Moslems. Der um 1200 errichtete Siegesturm Qutb Minar stammt aus dieser Zeit. Die islamische Herrschaft dauerte bis zur britischen Kolonialzeit an. Das im Jahr 1206 ausgerufene Sultanat von Delhi konnte sich, trotz einer teilweise katastrophalen Politik mehrerer Dynastien, bis zum Sieg Baburs, des Begründers des Mogulreiches, in der ersten Schlacht von Panipat (1526) halten.
Unter der Herrschaft der Tughluq-Dynastie (1320–1413) wurde Delhi sogar zugunsten der ca. 1000 km weiter südlich auf dem Dekkan gelegenen neuen Hauptstadt Daulatabad aufgegeben. Diese Episode endete jedoch, als Timur Lenk mit seinem Mongolenheer im Jahr 1398 in den Norden Indiens einfiel – er verwüstete Delhi und tötete über 100.000 Einwohner. Es folgten die islamischen Dynastien der Sayyid (1414–1451) und Lodi-Dynastien (1451–1526), sowie ab 1526 die Moguln, aus deren Zeit das Rote Fort und die Jami Masjid stammen. Die berühmtesten Großmoguln waren Akbar I. (1542–1605), Erbauer der neuen Hauptstadt Fatehpur Sikri, und Shah Jahan (1592–1666), der das Grabmal Taj Mahal in Agra errichten ließ. Die Moguln regierten das Land von insgesamt vier Städten aus: Delhi, Agra, Fatehpur Skri und Lahore.
Der Perserkönig Nadir Schah (1688–1747) brachte mit seinen Truppen im Jahr 1739 Delhi schwere Verwüstungen bei. Großmogul Muhammad Schah hatte am 13. Februar die Schlacht von Karnal verloren. Weil er die verlangte Kontribution nicht zahlen konnte, rückte das persische Heer mit beiden Herrschern am 9. März in die Stadt ein. Als die Truppen mit dem Eintreiben der auferlegten Last beschäftigt waren, wurden sie von der Bevölkerung angegriffen und viele von ihnen getötet. Nachdem Nadir Schah vergebens versucht hatte, der Tumulte Herr zu werden, gab er schließlich den Befehl für ein Massaker an den Einwohnern sowie zur Plünderung. Bei diesem Blutbad kamen mindestens 20.000 Menschen ums Leben (über die Höhe gibt es widersprüchliche Quellenangaben). Er ließ die Stadt ausrauben und nahm bei ihrem Verlassen am 5. Mai 1739 unter anderem auch den berühmten „Pfauenthron“ mit. Ferner wechselte neben anderen Edelsteinen auch der Koh-i-Noor-Diamant seinen Besitzer.
Die Stadt gilt gemeinhin auch als Krönungsstadt der Kaiser von Indien.
Die Britische Ostindien-Kompanie gründete Mitte des 18. Jahrhunderts eine Handelsniederlassung in der Stadt, und in den nachfolgenden Kriegen gegen die von Süden angreifenden Hinduheere schlugen die Briten sich stets auf die Seite der Moguln, die die mehrfachen Belagerungen heil überstanden. Nur der Afghanenkönig Ahmad Schah Durrani (1724–1773) plünderte Delhi 1752 erfolgreich.

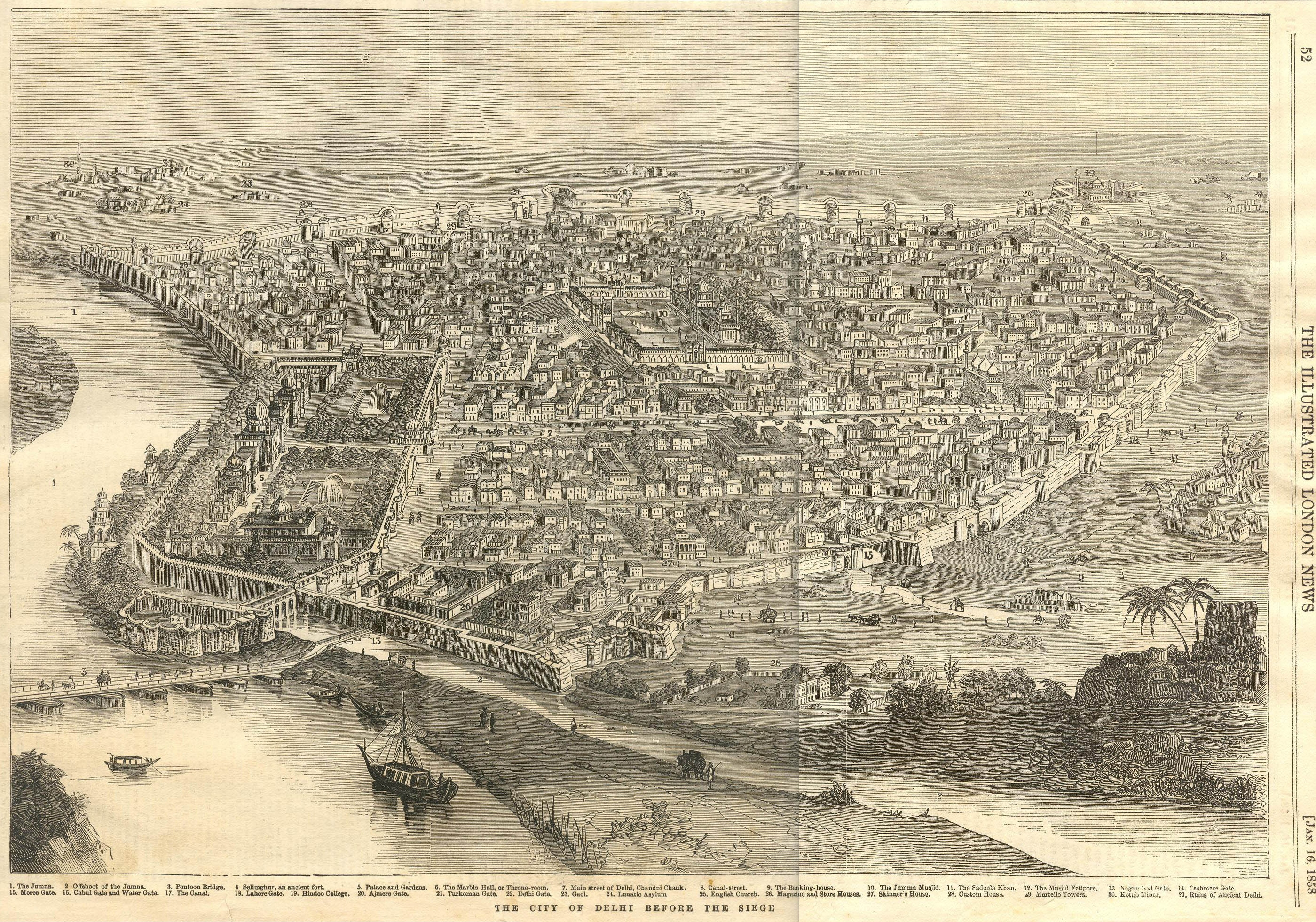
Delhi im Jahr 1858 in einer Darstellung aus der London Illustrated News

Am 30. Dezember 1803 eroberten britische Streitkräfte die Stadt. Der von den Briten eingesetzte Verwalter beließ den Moguln Titel und Privatbesitz. Im Jahr 1857 kam es zu einem große Teile Indiens umfassenden Aufstand mit einer Meuterei in Teilen der indischen Armee gegen die britischen Kolonialherren. Viele in Delhi lebende Briten verloren ihr Leben. Die Stadt wurde allerdings schon vier Monate später von den Briten zurückerobert, die den letzten Großmogul, der den Aufstand unterstützt hatte, absetzten und ins Exil verbannten. Die Hauptstadt Britisch-Indiens blieb bis 1911 Kalkutta, das heutige Kolkata in Bengalen. Bei der Proklamation König Georgs V. zum Kaiser von Indien auf dem sogenannten Delhi Durbar ließ dieser am 12. Dezember 1911 die Verlegung der Hauptstadt von Kalkutta nach Delhi ankündigen. Die Verlegung der Hauptstadt in die ehemalige Hauptstadt der muslimischen Mogul-Herrscher war auch als Konzession an die Muslime gedacht, um sie von Autonomiebestrebungen abzuhalten.
Ab 1911, dem Jahr der Grundsteinlegung, entstand südwestlich von Shahjahanabad das moderne Neu-Delhi. Die von den britischen Architekten Edwin Lutyens (1869–1944) und Herbert Baker (1862–1946) geplante Reißbrettsiedlung nach dem Vorbild einer britischen Gartenstadt wurde 1931 eingeweiht und ist noch heute Sitz aller Regierungsstellen der Republik Indien.
Nach dem Ende der britischen Kolonialzeit bzw. der Teilung Indiens 1947 wuchs die Bevölkerung enorm durch große Flüchtlingsbewegungen aus dem Punjab. Mit dem States Reorganisation Act wurde Delhi 1956 zu einem bundesunmittelbaren Unionsterritorium, das seit 1991 offiziell den Namen National Capital Territory trägt.

## Bevölkerung

### Bevölkerungsstruktur

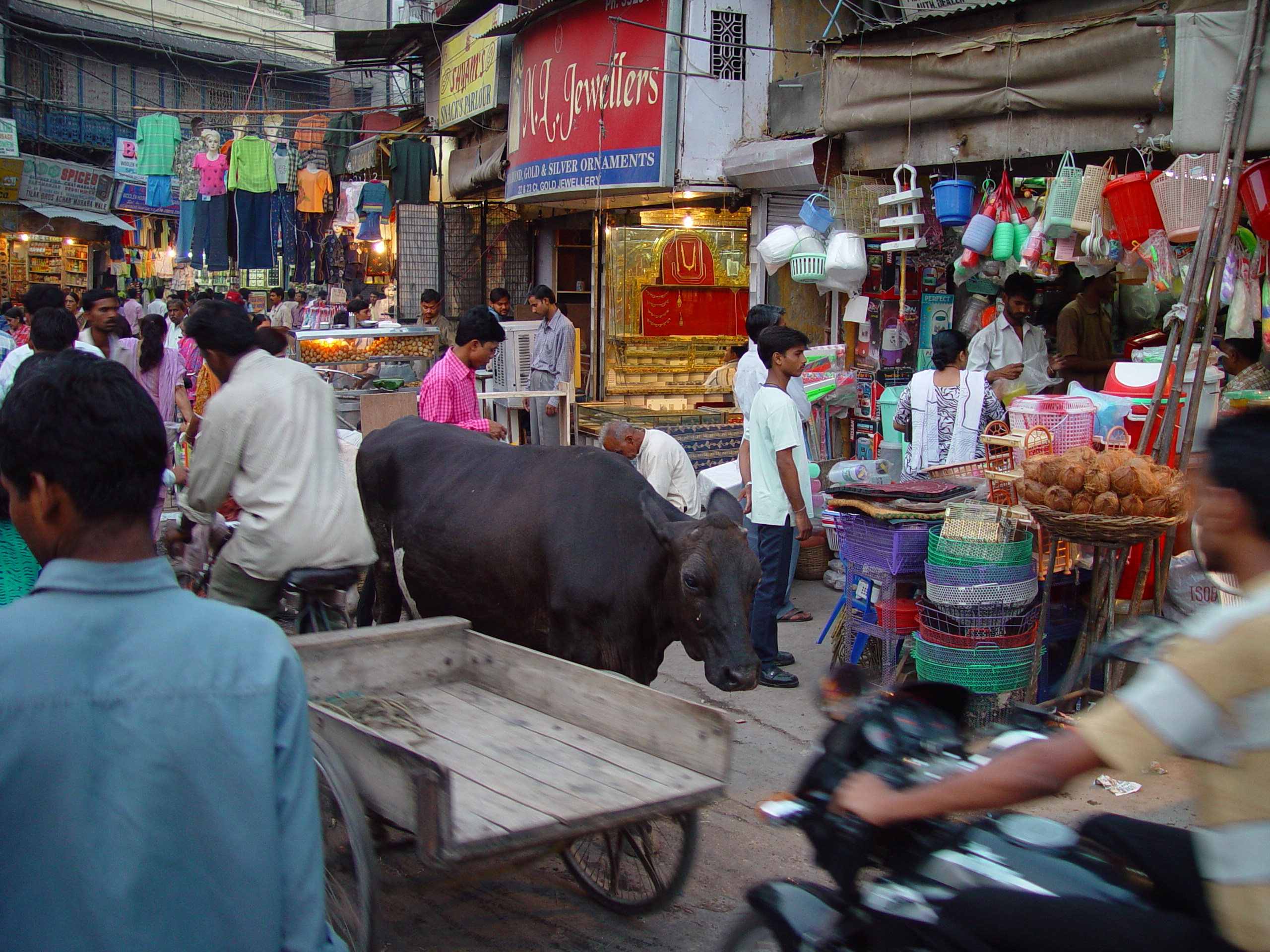
Basar in Delhi

Nach der indischen Volkszählung 2011 lebten im Hauptstadtterritorium rund 16,8 Millionen Menschen. Bei einer Fläche von 1.483 Quadratkilometern hatte Delhi somit eine Bevölkerungsdichte von 11.320 Einwohnern pro Quadratkilometer (zum Vergleich: Mumbai ca. 28.500 Ew./km², New York City ca. 10.500 Ew./km², Berlin ca. 3.900 Ew./km²).
Die Metropolregion Delhi, die auch die zu einer Agglomeration verwachsenen Satellitenstädte Noida, Greater Noida, Ghaziabad, Gurugram und Faridabad in den Nachbarbundesstaaten Uttar Pradesh und Haryana umfasst, ist mit 31,87 Millionen Einwohnern vor jener Mumbais die größte Indiens und die drittgrößte der Welt (Stand 2021).
Wie in allen Metropolen Indiens besteht in Delhi ein großes Maß an sozialer Ungleichheit. Ein beträchtlicher Teil der Stadtbevölkerung lebt unter prekären Bedingungen: Nach der Volkszählung 2001 wohnten fast 1,9 Millionen Einwohner Delhis (14 Prozent der Bevölkerung) in Slums. Gleichwohl ist der Anteil der Slumbevölkerung deutlich niedriger als in Mumbai (49 Prozent) oder Kolkata (32 Prozent). Ein erhebliches Problem in Delhi ist, wie in großen Teilen Indiens, die gezielte Abtreibung weiblicher Föten und das daraus resultierende ungleiche Geschlechterverhältnis: Auf 1000 Männer kommen im Hauptstadtterritorium Delhi nur 868 Frauen, bei den bis 6-Jährigen sind es 871. Diese Werte liegen deutlich unter dem indischen Durchschnitt von 943 bzw. 919 für die bis 6-Jährigen. 86 Prozent der Einwohner des Hauptstadtterritoriums Delhi können lesen und schreiben (Männer: 91 Prozent, Frauen 81 Prozent). Die Alphabetisierungsquote liegt deutlich über dem gesamtindischen Durchschnitt von 73 Prozent, aber nur wenig über dem Durchschnitt von 84 Prozent für die städtische Bevölkerung.

### Einwohnerentwicklung
| Jahr | Einwohner  | ± in % |
| ---- | ---------- | ------ |
| 1901 | 405.819    |        |
| 1911 | 413.851    | + 2,0  |
| 1921 | 488.452    | + 18   |
| 1931 | 636.246    | + 30,3 |
| 1941 | 917.939    | + 44,3 |
| 1951 | 1.744.072  | + 90   |
| 1961 | 2.658.612  | + 52,4 |
| 1971 | 4.065.698  | + 52,9 |
| 1981 | 6.220.406  | + 53   |
| 1991 | 9.420.644  | + 51,4 |
| 2001 | 13.782.976 | + 46,3 |
| 2011 | 16.753.235 | + 21,6 |

Wie andere indische Großstädte hat Delhi durch Geburtenüberschuss und Landflucht eine Bevölkerungsexplosion erlebt. 1901 zählte das Gebiet des heutigen Unionsterritoriums noch knapp über 400.000 Einwohner. Bei der letzten Volkszählung unter britischer Herrschaft im Jahr 1941 lag die Einwohnerzahl schon bei fast 920.000. In den Jahrzehnten nach der indischen Unabhängigkeit vervielfachte sich die Einwohnerzahl: 1971 hatte sie 4 Millionen erreicht, 1991 waren es über 9,4 Millionen. In den letzten Jahrzehnten ist die Wachstumskurve dagegen etwas abgeflacht: Zwischen 2001 und 2011 wuchs die Einwohnerzahl Delhis um nur 21,6 Prozent, was nur wenig mehr ist als der gesamtindische Durchschnitt von 18 Prozent. Hauptgrund dafür ist, dass im bereits dicht besiedelten Stadtgebiet zunehmend Platz für weiteres Wachstum fehlt. Stattdessen verlagert sich das Bevölkerungswachstum auf das Umland Delhis: Die Einwohnerzahl des Distrikts Gurugram wuchs etwa binnen zehn Jahren um 74 Prozent, die des Distrikts Gautam Buddha Nagar um 51 Prozent.

### Sprachen
Die Hauptsprache Delhis ist Hindi. Nach der Volkszählung 2001 wird es von 81 Prozent der Bevölkerung des Hauptstadtterritoriums als Muttersprache gesprochen. Unter den Muslimen Delhis ist teilweise Urdu verbreitet. Seine Sprecher machen gut 6 Prozent der Einwohner Delhis aus. Sowohl das Standard-Hindi als auch das Standard-Urdu entstanden aus dem in Delhi und Umgebung gesprochenen Hindustani. Hindi und Urdu unterscheiden sich aber vor allem in den höheren Registern im Wortschatz, außerdem wird das Hindi in Devanagari, das Urdu in persisch-arabischer Schrift geschrieben.
Die dritte wichtige Sprache Delhis neben Hindi und Urdu ist das Panjabi, die Muttersprache von etwas über 7 Prozent der Bevölkerung. Es wird vor allem von Nachfahren der Flüchtlinge aus dem Punjab, die nach der Teilung Indiens nach Delhi kamen, gesprochen. Eine Vielzahl sonstiger Sprachen (insgesamt 5,5 Prozent) ist unter den Einwanderern aus anderen Teilen Indiens verbreitet. Zwölf weitere Sprachen haben nach der Volkszählung 2001 mehr als 10.000 Sprecher in Delhi. Dies sind in absteigender Bedeutung Bengali, Tamil, Malayalam, Maithili, Gujarati, Nepali, Sindhi, Oriya, Telugu, Marathi, Kashmiri und Kannada.
Als Amtssprachen des Hauptstadtterritoriums Delhi dienen Hindi, Urdu und Panjabi. Englisch ist wie überall in Indien als Verkehrs- und Bildungssprache verbreitet.

### Religionen
Die Mehrheit der Einwohner Delhis sind Hindus. Nach der Volkszählung 2001 machen sie 82 Prozent der Bevölkerung des Hauptstadtterritoriums aus. Die größte Minderheit sind die Muslime mit 13 Prozent. Gut 3 Prozent der Bevölkerung sind Sikhs. Jainas und Christen stellen mit je etwa 1 Prozent kleinere Minderheiten.

## Politik und Verwaltung

### Nationales Hauptstadtterritorium

#### Politisches System
Unter dem Namen Nationales Hauptstadtterritorium (National Capital Territory, kurz NCT) untersteht Delhi als Unionsterritorium direkt der indischen Zentralregierung, vertreten durch einen Vizegouverneur (Lieutenant Governor). Der Vizegouverneur ist seit 2016 Anil Baijal. Seit 1992 besitzt das Nationale Hauptstadtterritorium Delhi aber, wie das Unionsterritorium Puducherry, einen Sonderstatus, das ihm ein gewisses Maß an Selbstverwaltung zugesteht. So hat Delhi ein eigenes Parlament und eine eigene Regierung. Die Legislative Delhis besteht aus einem Einkammernparlament, der Delhi Legislative Assembly oder Vidhan Sabha. Die 70 Abgeordneten des Parlaments werden alle fünf Jahre durch Direktwahl bestimmt. Zwölf Sitze sind dabei für Angehörige niederer Kasten (Scheduled Castes) reserviert. Der Regierung Delhis steht ein vom Parlament gewählter Chief Minister vor. Höchster Gerichtshof Delhis ist der Delhi High Court.
Bei den Wahlen zur Lok Sabha, dem Unterhaus des gesamtindischen Parlaments, ist Delhi in sieben Wahlkreise unterteilt, die jeweils einen Abgeordneten entsenden. Ferner entsendet das Parlament Delhis drei Abgeordnete in die Rajya Sabha, das Oberhaus des indischen Parlaments.

#### Parteien
Die Politik Delhis wird traditionell von zwei überregionalen Parteien, dem Indischen Nationalkongress und der Bharatiya Janata Party (BJP), dominiert. Bei der letzten Parlamentswahl im Dezember 2013 gesellte sich als dritte Kraft die neugegründete Aam Aadmi Party (AAP) dazu, sodass sich unklare Mehrheitsverhältnisse ergaben. Größte Partei wurde die hindunationalistische BJP, die aber mit 31 Abgeordneten die absolute Mehrheit verfehlte. Die größte Wahlgewinnerin war die AAP. Die aus der Anti-Korruptionsbewegung hervorgegangene Partei trat in Delhi erstmals bei Wahlen an und konnte auf Anhieb 28 Wahlkreise gewinnen. Die Kongresspartei, die seit 1998 ununterbrochen regiert hatte, wurde dagegen deutlich abgestraft und konnte nur noch acht von 70 Wahlkreisen für sich entscheiden. Ferner waren im Parlament noch die Janata Dal (United) (JD(U)) und die Sikh-Partei Shiromani Akali Dal (SAD) mit jeweils einem Sitz und ein unabhängiger Abgeordneter vertreten.
Auf die Wahl folgte eine politische Pattsituation, da kein Lager über eine eigene Mehrheit verfügte und Kongresspartei, BJP und AAP jeweils eine Zusammenarbeit miteinander ausgeschlossen hatten. Schließlich beschloss die AAP aber, eine Minderheitsregierung mit Unterstützung der Kongresspartei zu bilden. Am 28. Dezember 2013 wurde der AAP-Vorsitzende Arvind Kejriwal als Chief Minister von Delhi vereidigt. Nach weniger als zwei Monaten trat Kejriwal aber wieder zurück, weil ein aus Sicht der AAP wichtiges Anti-Korruptionsgesetz im Parlament blockiert wurde. Der Vizegouverneur stellte Delhi daraufhin am 16. Februar 2014 unter President’s rule. Am 7. Februar 2015 folgte eine neue Wahl zum Parlament von Delhi, die von der AAP – begünstigt durch das geltende Mehrheitswahlrecht – in einem Erdrutschsieg gewonnen wurde. Die AAP erhielt 54,3 % der Stimmen und gewann 67 von 70 (95,7 %) Wahlkreisen. Anschließend wurde Kejriwal erneut zum Chief Minister gewählt. Die darauf folgende Wahl am 8. Februar 2020 wurde von der AAP mit vergleichbarer Mehrheit von 53,6 % der Stimmen und 62 von 70 Sitzen gewonnen.

### Distrikte

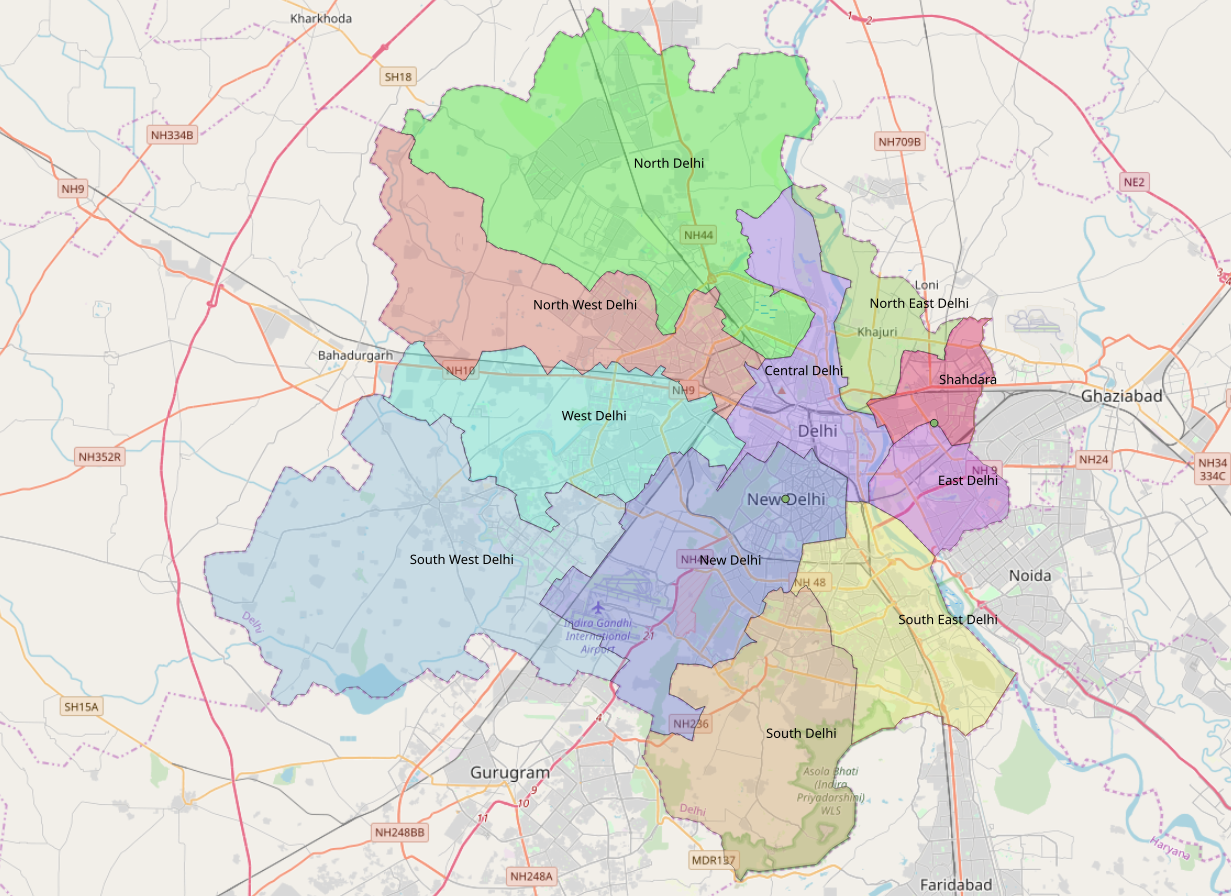
Distrikte von Delhi

Das Hauptstadtterritorium Delhi ist in elf Distrikte unterteilt. Die Distrikte gliedern sich weiter in 33 Tehsils (Unterdistrikte), jeweils drei pro Distrikt.
Bis 1997 bildete ganz Delhi einen einzigen Distrikt, ehe es in zunächst neun Distrikte untergliedert wurde. Im Jahr 2012 stieg die Zahl der Distrikte von neun auf elf: Die Distrikte Shahdara und South East Delhi wurden neu gegründet, zugleich wurde der Zuschnitt aller bestehender Distrikte mit der Ausnahme von West Delhi geändert.
| Nr. | Distrikt         | Tehsils        | Tehsils          | Tehsils         |
| --- | ---------------- | -------------- | ---------------- | --------------- |
| 1   | New Delhi        | Chanakyapuri   | Delhi Cantonment | Vasant Vihar    |
| 2   | Central Delhi    | Civil Lines    | Karol Bagh       | Kotwali         |
| 3   | East Delhi       | Gandhi Nagar   | Mayur Vihar      | Preet Vihar     |
| 4   | North Delhi      | Alipur         | Model Town       | Narela          |
| 5   | North East Delhi | Karawal Nagar  | Seelampur        | Yamuna Vihar    |
| 6   | North West Delhi | Kanjhawala     | Rohini           | Saraswati Vihar |
| 7   | Shahdara         | Seemapuri      | Shahdara         | Vivek Vihar     |
| 8   | South Delhi      | Hauz Khas      | Mehrauli         | Saket           |
| 9   | South East Delhi | Defence Colony | Kalkaji          | Sarita Vihar    |
| 10  | South West Delhi | Dwarka         | Kapashera        | Najafgarh       |
| 11  | West Delhi       | Patel Nagar    | Punjabi Bagh     | Rajouri Garden  |

### Kommunalverwaltungen

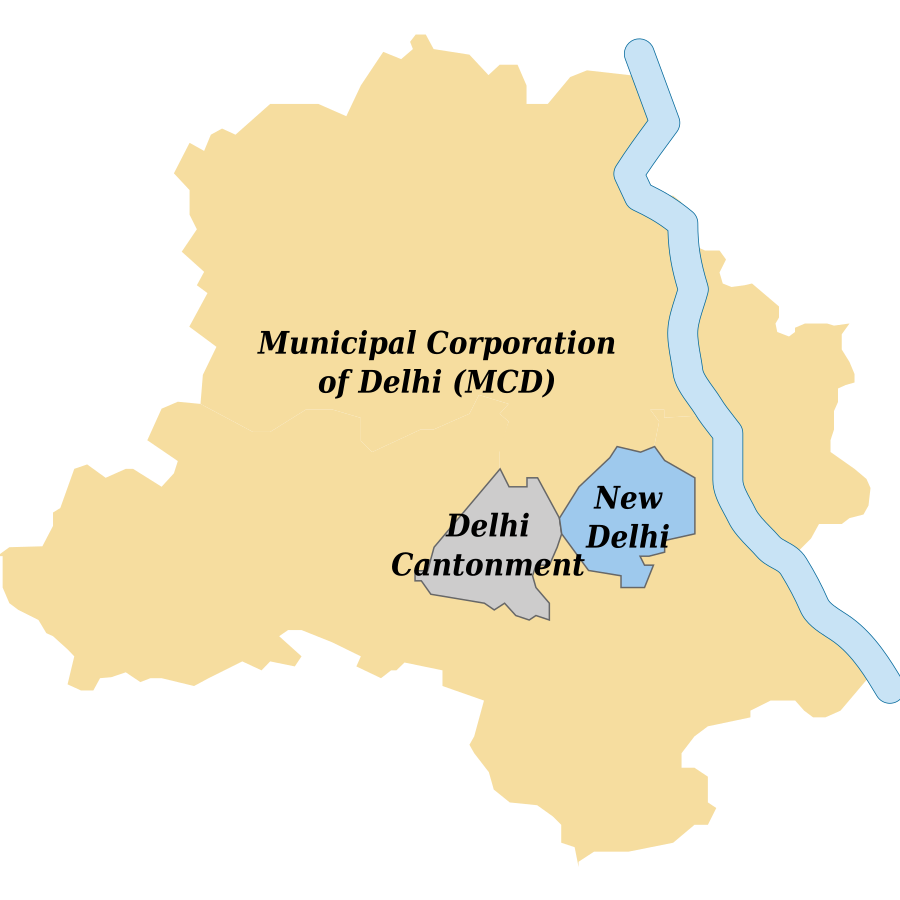
Kommunale Verwaltungseinheiten von Delhi

Auf kommunaler Ebene untersteht die Metropole Delhi keiner einheitlichen Stadtverwaltung, sondern ist in die drei kommunalen Verwaltungseinheiten Delhi, New Delhi und Delhi Cantonment unterteilt. Die entsprechenden Verwaltungsbehörden heißen Municipal Corporation of Delhi, New Delhi Municipal Council und Delhi Cantonment Board.
Die Municipal Corporation of Delhi, die mit 1397,3 Quadratkilometern den weitaus größten Teil des Hauptstadtterritoriums umfasst, entstand 2022 aus der Fusion von North Delhi, South Delhi und East Delhi, nachdem diese wiederum 2012 durch Dreiteilung der damaligen Delhi Municipal Corporation entstanden waren. Zu New Delhi und zum Delhi Cantonment gehört jeweils nur ein verhältnismäßig kleines Gebiet von 42,7 bzw. 43 Quadratkilometern.

## Kultur und Sehenswürdigkeiten

### Bauwerke
Delhi ist aufgrund seiner langen Geschichte überaus reich an historischen Bauwerken, wenngleich ältere buddhistische, hinduistische oder jainistische Tempel etc. fehlen bzw. in islamischer Zeit zerstört wurden. Hervorzuheben sind die zahlreichen Mausoleen der Sultane und sonstiger Würdenträger im Süden der Stadt (siehe Lodi-Gärten, Humayun-Mausoleum, Safdarjung-Mausoleum, Lal Gumbad etc.)

#### Rotes Fort

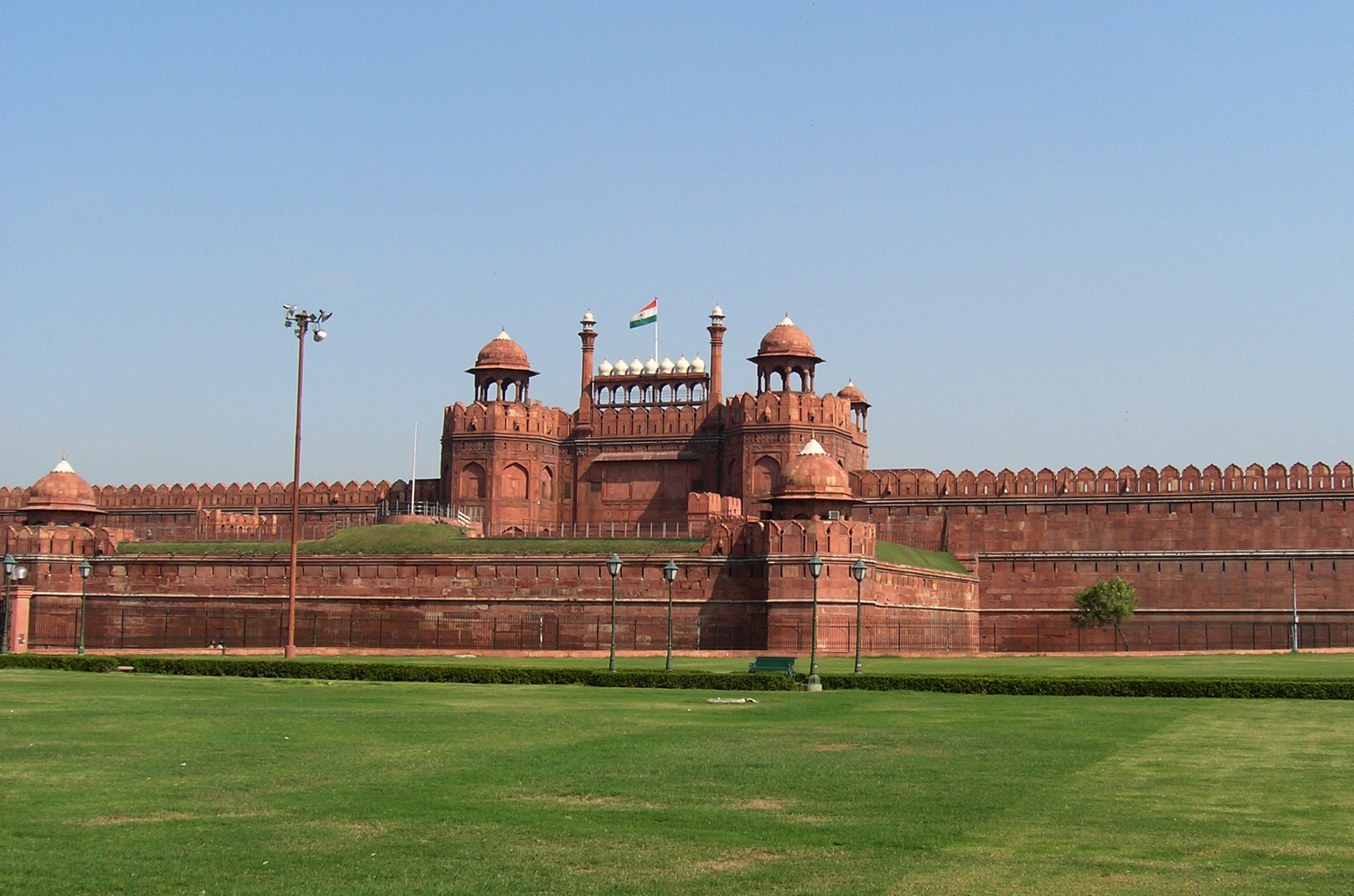
Rotes Fort

Delhis größtes Bauwerk ist Lal Qila, was Rotes Fort heißt, das in der nordöstlichen Ecke des alten Shahjahanabad liegt. Die dicken, roten Sandsteinmauern mit den Türmen und Zinnen, besonders beeindruckend am Lahore Gate, sind von einem breiten, ausgetrockneten Burggraben umgeben. Das monumentale Bauwerk, 1639 bis 1648 erbaut, ist dem Roten Fort in Agra nachempfunden. Es stand gleichzeitig für das Machtzentrum der Moguln: Hallen für private und öffentliche Empfänge, Marmorpaläste, luxuriöse Privaträume, eine Moschee und kunstvoll angelegte Gärten.
Einfache Marmorkuppeln haben die Kupferplatten ersetzt und auch von den kostbaren Steinen und Juwelen, die einst die Wände schmückten, ist kaum etwas übrig. Grund für den Verfall waren unter anderem die Plünderungen 1739 durch den persischen Herrscher Nadir Schah (1688–1747) und 1857 durch die britischen Soldaten.
Seit 2007 ist das Rote Fort als Weltkulturerbe der UNESCO anerkannt.

#### Jama Masjid

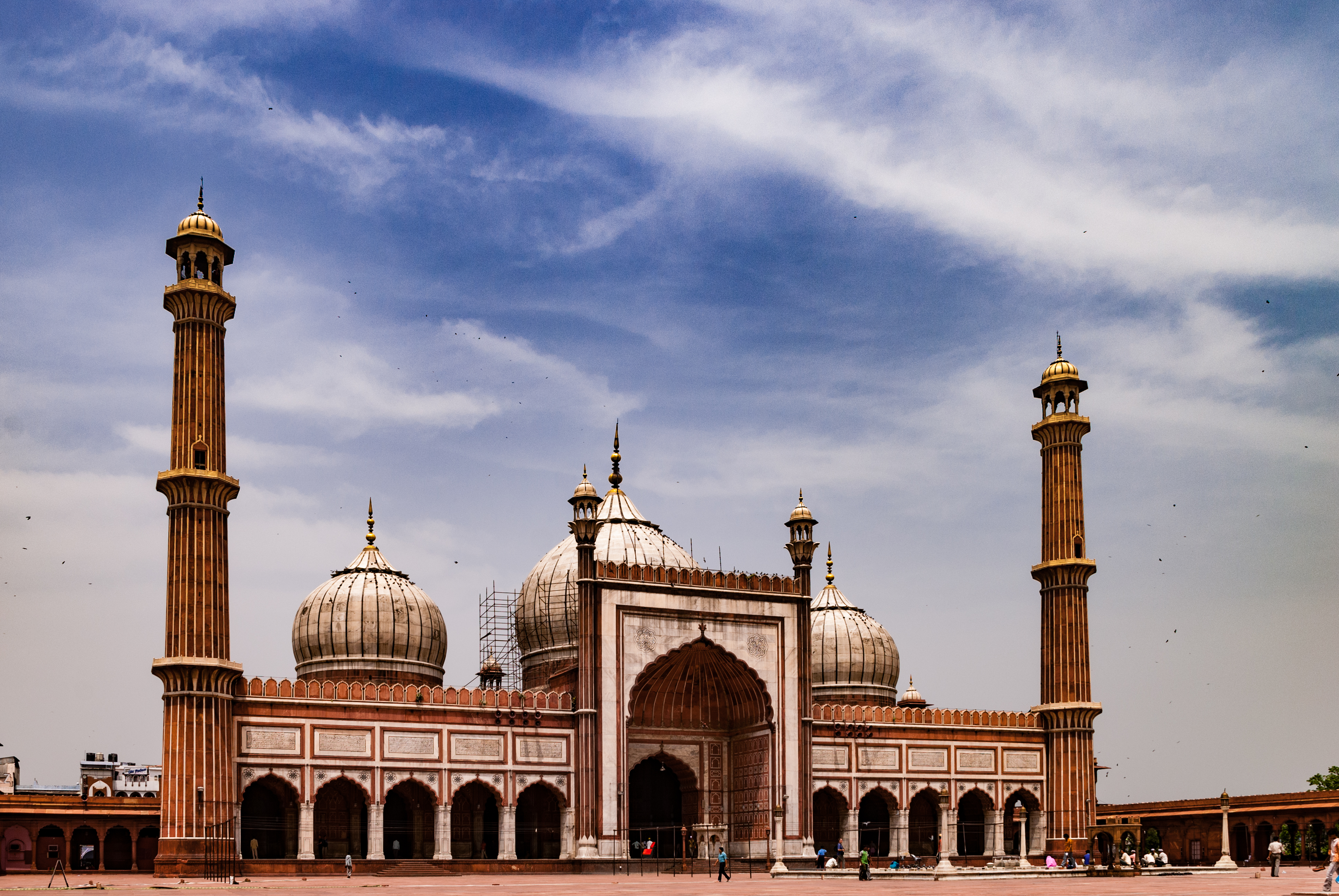
Freitagsmoschee (Jama Masjid)

Weithin sichtbar überragt Delhis rot-weiße Jami Masjid die umgebenden Basare gut 500 Meter westlich des Roten Forts. In ihrem Innenhof finden bis zu 25.000 Gläubige Platz.
Die Jami Masjid ist Indiens größte Moschee. Der Entwurf stammt von Schah Jahan (1592–1666), dessen Leidenschaft die Architektur war. Realisiert wurde der Bau zwischen 1650 und 1656. Die Jami Masjid steht auf dem Bho Jhala, einem der beiden Hügel von Shahjahanabad, und gewährt einen Rundblick auf das Rote Fort und die Straßen des historischen Viertels. Die Hauptgebetshalle im Innenhof wird von drei zwiebelförmigen Kuppeln aus Marmor gekrönt.

#### Qutb-Komplex

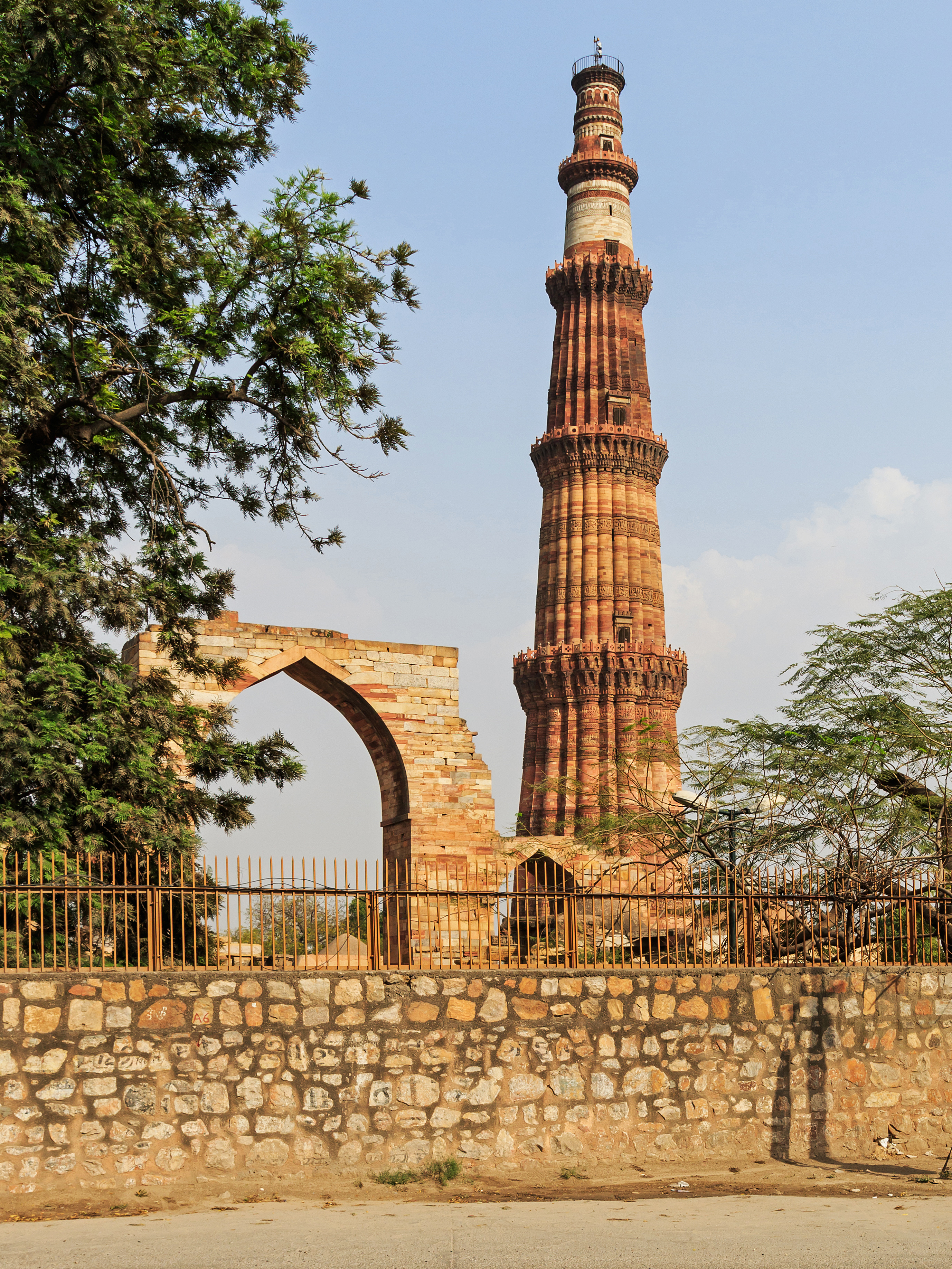
Roter Sandsteinturm des Qutb Minar

Die ersten Bauwerke des muslimischen Indiens sind heute als Qutb-Komplex bekannt.
Erbaut wurden sie auf den Trümmern von Lal Kot, einer im 8. Jahrhundert von den Tomara-Rajputen gegründeten und im 12. Jahrhundert von den Chauhans erweiterten Festung mit einem Hindutempel. Heute findet sich hier eines von Delhis berühmtesten Wahrzeichen: der spitz zulaufende, rote Sandsteinturm des Qutb Minar. Als bekanntes Relikt des ehemaligen Tempels befindet sich auf dem Gelände auch die Eiserne Säule, eines der weltweit ersten metallurgischen Monumente, das aus rostfreiem Schmiedeeisen besteht.
Inmitten der Ruinen der ehemaligen Quwwat-ul-Islam-Moschee ist der Qutb Minar über 70 Meter hoch und mit Ornamenten und Koranversen verziert. Das Minarett wurde 1199 als Siegesturm zusammen mit der ehemaligen Moschee von Qutb-ud-Din Aibak (1150–1210), Begründer des Sultanats von Delhi, errichtet. Man feierte damit den Beginn der muslimischen Vorherrschaft über Delhi und weite Teile des Subkontinents.

#### Hazrat Nizamuddin
Der Stadtteil Nizamuddin liegt im Süden Delhis. Die Straßen mit ihren gut besuchten Restaurants und Geschäften gruppieren sich um einen der bedeutendsten Schreine des Sufismus. Der marmorne Innenhof birgt den Hazrat Nizamuddin Dargah, die Grabstätte des moslemischen Chishti-Heiligen Scheich Nizamuddin Aulia (1236–1325). Der Schrein wurde in seinem Todesjahr erbaut, hat aber im Laufe der Zeit viele Veränderungen erfahren und stammt in seiner gegenwärtigen Form aus dem Jahr 1562. Der von Marmor-Veranden umgebende Raum wird von einer Kuppel aus weißem Marmor gekrönt. Das sich im Inneren des Heiligtums befindliche Grab ist von Gitterfenstern (Jalis) und einem Geländer aus Marmor geschützt.

#### Humayun-Mausoleum

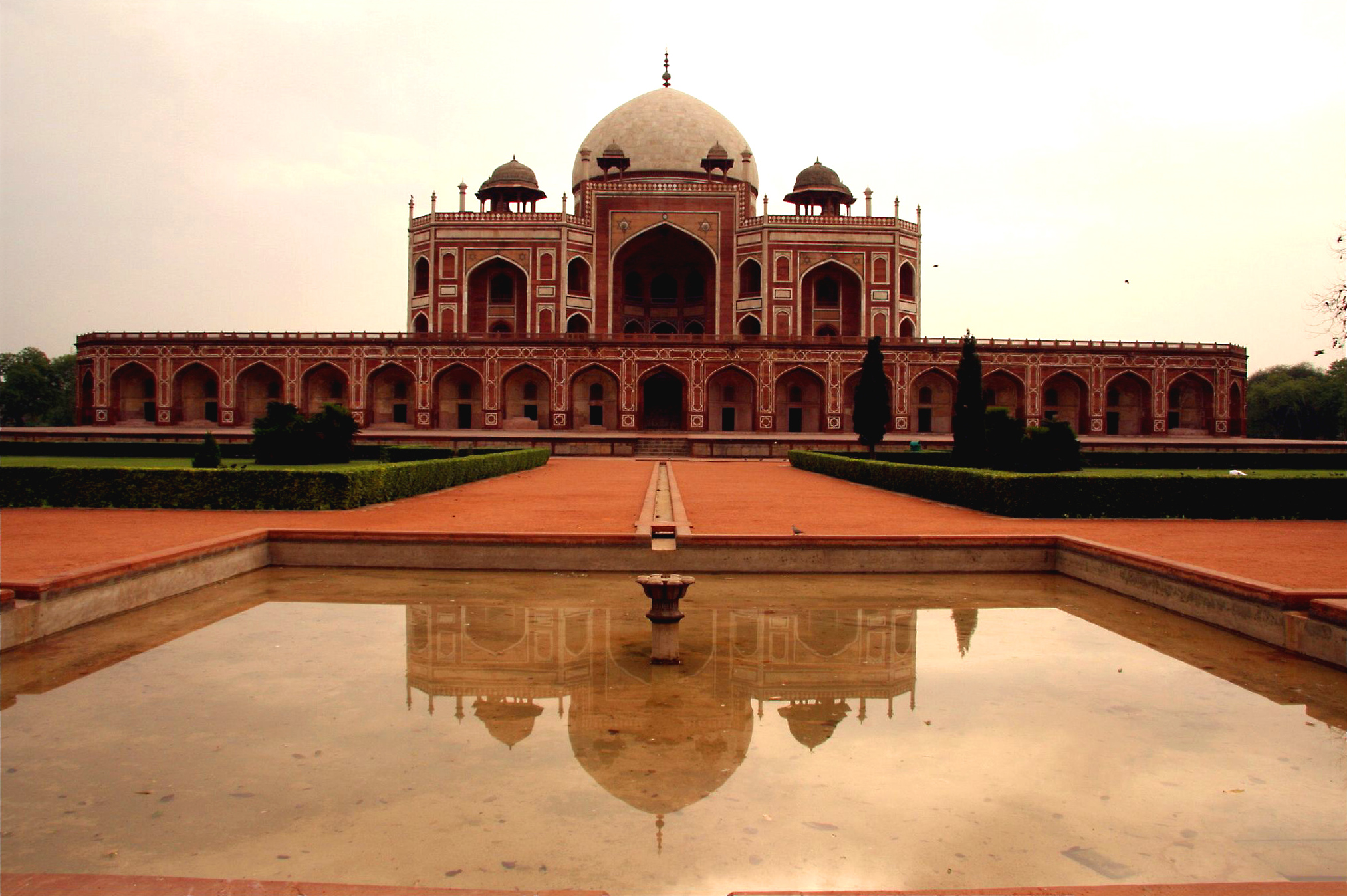
Mausoleum des Humayun, ein Prototyp der Mogul-Mausoleen

Nahe dem mittelalterlichen muslimischen Zentrum von Nizamuddin steht an der Kreuzung Lodi Road und Mathura Road das Mausoleum von Humayun. Mit dem Bau an Delhis erstem Mogul-Grab wurde 1564 nach dem Tod des zweiten Mogul-Herrschers begonnen.
Haji Begum, Humayuns Witwe und Mutter von Akbar I. (1542–1605), hielt ein wachsames Auge auf die Arbeiten und schlug sogar vor Ort ihr Lager auf. Später wurde das Gelände zur Bestattung weiterer Moguln genutzt. Es diente als Zufluchtsort für den letzten Herrscher, Bahadur Schah II. (1775–1862), den die Briten 1857 an diesem Ort gefangen nahmen. Das Grab gehört aufgrund des eleganten persischen Stils zu den prächtigsten historischen Bauwerken in Delhi.

### Museen
In Delhi befinden sich eine große Anzahl hervorragender Museen für Geschichte, Kunst und Kunsthandwerk.

#### National Museum
Das National Museum ist Delhis größtes Museum und vermittelt den besten Überblick zur Kultur und Geschichte Indiens. Die zahlreichen Ausstellungsstücke decken einen Zeitraum von 5.000 Jahren ab und sind auf mehrere Galerien verteilt, die um einen zentralen Innenhof liegen.
Im Erdgeschoss befinden sich architektonische Exponate und eine exzellente Sammlung juwelenbesetzter Kleider, dunkler Holzkisten mit Intarsienarbeiten aus Perlmutt, Speere, Dolche, Schwerter, Wandteppiche aus Elfenbeinschmuck und Seide. Ebenso sind Gemälde aus verschiedenen indischen Schulen sowie Figuren und Masken aus Nagaland zu sehen.
Das zweite Stockwerk zeigt ausgewählte Masken und religiöse Statuen aus Peru, Costa Rica und Marokko. Im obersten Stockwerk werden verschiedene schwere und kunstvoll geschnitzte Holztüren, Fensterläden und Türstürze aus Gujarat ausgestellt, die Beispiele einer hervorragenden Tischlerkunst sind. Eine benachbarte Abteilung zeigt 300 Musikinstrumente aus Indiens reicher musikalischer Tradition.

#### National Gallery of Modern Art
Die National Gallery of Modern Art zeigt Skulpturen und Bilder vor allem indischer Kunstschaffender. Das Spektrum reicht von der traditionellen Miniaturenmalerei (ab dem 16. Jahrhundert) bis zu zeitgenössischer indischer Kunst.

#### Raj Ghat

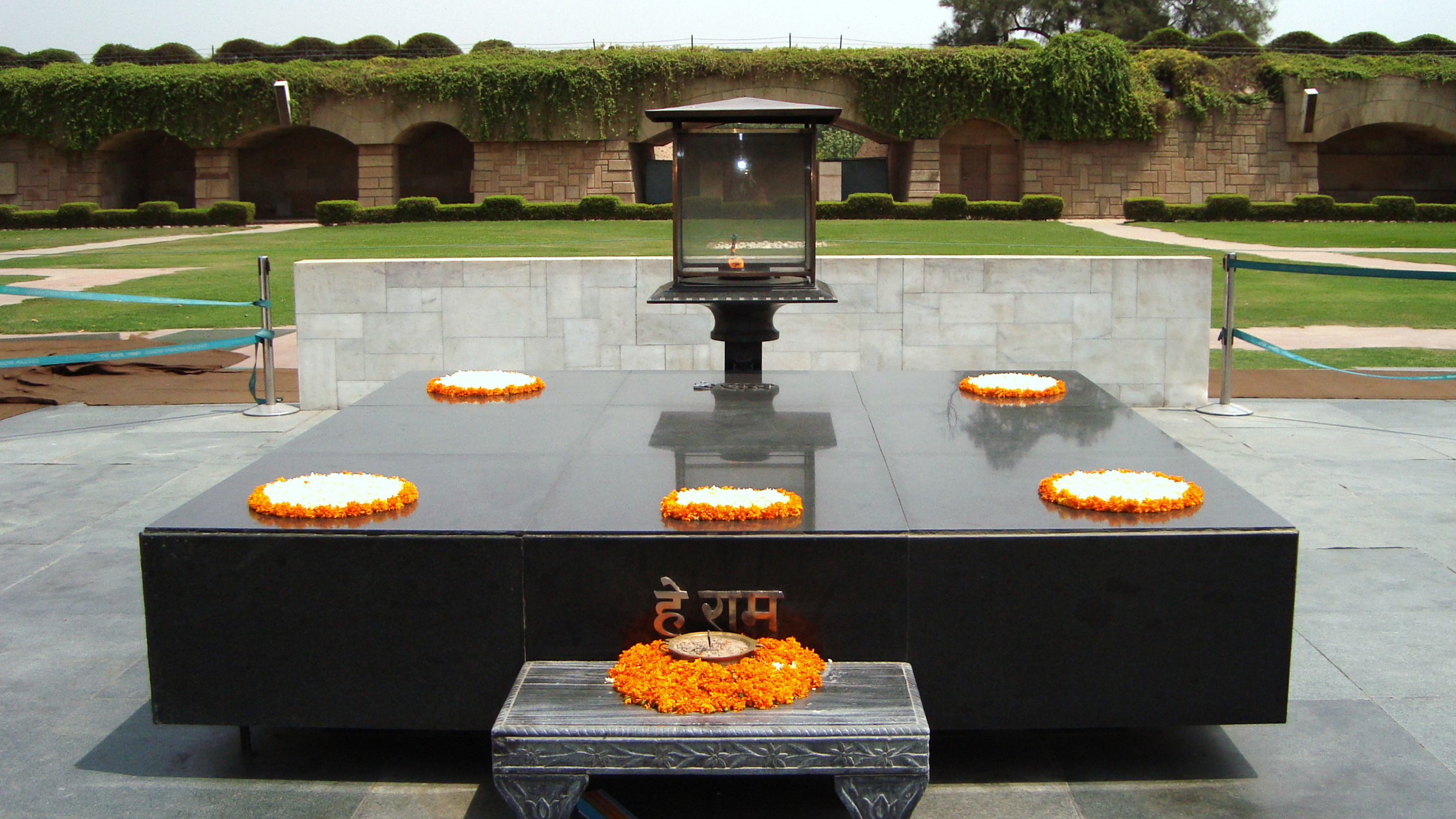
Raj-Ghat-Gedenkstätte

An Mahatma Gandhi erinnert heute das Raj Ghat. Nach seiner Ermordung wurde Gandhi eingeäschert und seine Asche im Ganges verstreut. An der Stelle, an der seine sterblichen Überreste 1948 verbrannten, dem Samadhi am Raj Ghat, wurde später ein Denkmal errichtet. Eine schlichte, schwarze Marmorplatte, auf der eine ewige Flamme brennt, ehrt den Friedenslehrer und „geistigen Vater“ Indiens. Zu sanfter Musik, umgeben von grünem Gras und Magnolienbäumen gedenken hier Anhänger des Verstorbenen. Eine Inschrift auf der mit Blumen geschmückten Plattform erinnert an die letzten Worte Gandhis „hey ram“ („oh Gott“).
Jeden Freitag werden hier in der Parkanlage des Raj Ghat Gebete abgehalten. An Gandhis Geburtstag, dem 2. Oktober und an seinem Todestag, dem 30. Januar, versammeln sich zahllose Anhänger Gandhis um hier Blumen niederzulegen.

### Tempel

#### Lotustempel

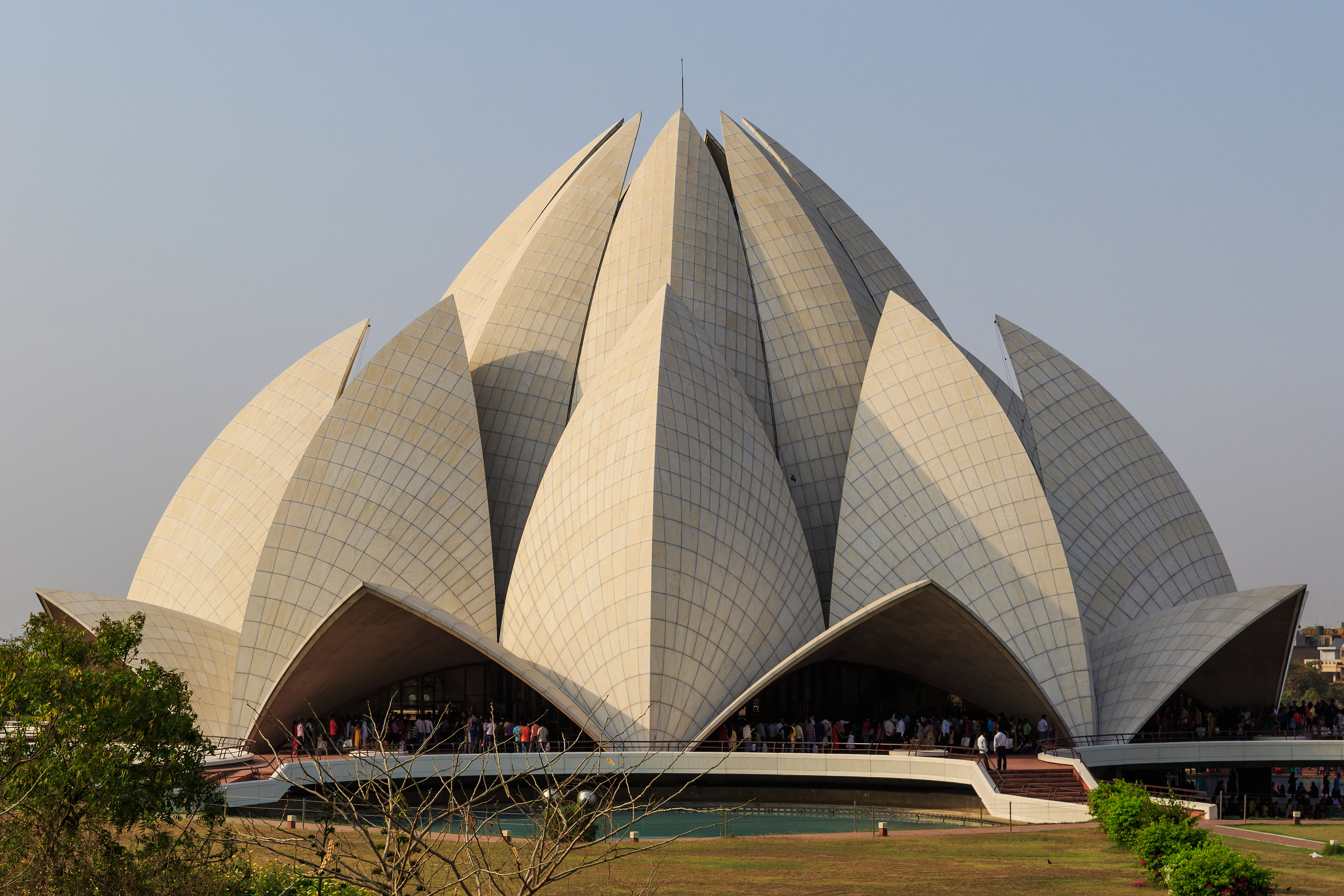
Lotustempel

Der Lotustempel im Stadtteil Bahapur ist ein Haus der Andacht der Religionsgemeinschaft der Bahai. Der Name Lotustempel ist dabei an die Form des Gebäudes angelehnt, die eine blumenähnliche Gestalt hat. Das Gebäude wurde im Jahr 1986 fertiggestellt und dient als Muttertempel für den indischen Subkontinent. Der Tempel hat zahlreiche Architekturwettbewerbe gewonnen und wurde in unzähligen Zeitschriften und Zeitungen abgedruckt. Die Architektur stammt vom iranischen Architekten Fariborz Sahba. Die neun Zugangstüren öffnen zu einer großen, 40 Meter hohen Andachtshalle die im inneren aus weißem Marmor besteht. Insgesamt bietet die Andachtshalle 2.500 Menschen platz.
Der Lotustempel ist eines der beliebtesten touristischen Ziele in Delhi. Er hat jährlich mehr als vier Millionen Besucher.

#### Akshardham

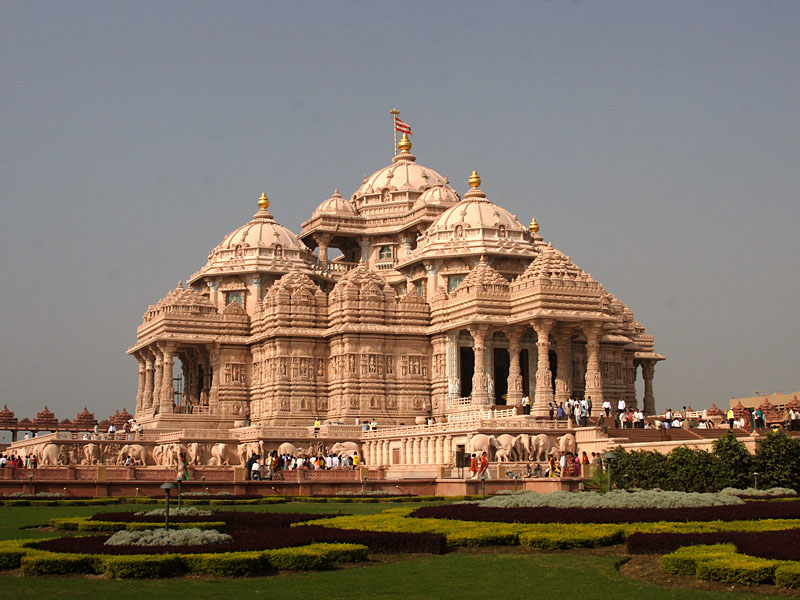
Akshardham-Tempel

Akshardham (Hindi दिल्ली अक्षरधाम) ist ein hinduistischer Tempelkomplex in Delhi auf einem Areal von 360.000 m². Der Tempel ist sehr aufwendig gestaltet und zeigt traditionelle Darstellungen der indischen und hinduistischen Kultur, sowohl spirituell als auch architektonisch. Der Tempel wurde erschaffen auf Inspiration von Pramukh Swami Maharaj, dem Oberhaupt der hinduistischen Religionsgemeinschaft Bochasanwasi Shri Akshar Purushottam Swaminarayan Sanstha. Durch Mitwirken von 3.000 Freiwilligen und 7.000 Kunsthandwerkern konnte der Tempel am 6. November 2005 nach 5-jähriger Bauzeit eröffnet werden. Seit Dezember 2007 hat der Tempel einen Eintrag im Guinness-Buch der Weltrekorde als Flächenmäßig größter Hindu Tempel der Welt.
Neben dem Tempelgebäude befinden sich auf dem Areal mehrere Ausstellungshallen, die Werte des Hinduismus sowie die Geschichte der vedischen Kultur darstellen. Außerdem wird in einem IMAX-Kino der Film Mystic India gezeigt, der die siebenjährige Pilgerreise des jugendlichen Swaminarayan durch Indien darstellt. In der Sahaj Anand Water Show wird multimedial eine Geschichte aus den Upanishaden erzählt.

### Sport

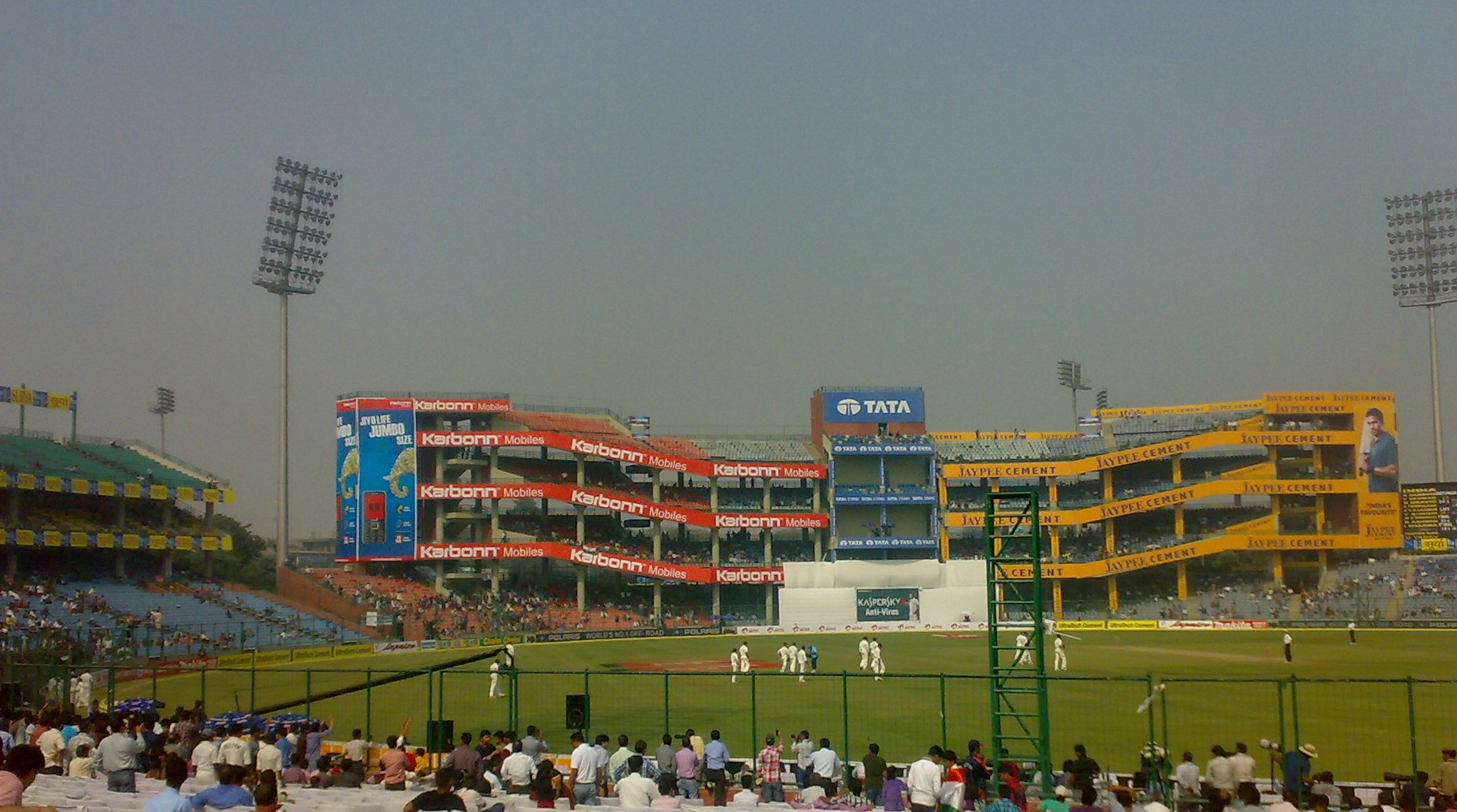
Das Feroz Shah Kotla Ground

In Delhi befindet sich mit dem Feroz Shah Kotla Ground ein Test-Cricket-Stadion. In der Stadt bestreitet die Indische Cricket-Nationalmannschaft regelmäßig Heimspiele gegen andere Nationalmannschaften. Im Feroz Shah Kotla Ground fanden unter anderem Spiele bei den Cricket World Cups 1987, 1996, 2011 und 2023, der ICC World Twenty20 2016 und der ICC Women’s World Twenty20 2016 statt.
Delhi war Austragungsort der Asienspiele 1951 und 1982. 2010 fanden hier die Commonwealth Games und die Feldhockey-Weltmeisterschaft der Herren statt.
2004 war Delhi Schauplatz der Halbmarathon-Weltmeisterschaften. Seitdem wird jedes Jahr im Herbst der Delhi-Halbmarathon ausgetragen.

## Wirtschaft und Infrastruktur

### Überblick
Laut einer Studie aus dem Jahr 2014 erwirtschafte der Großraum Delhi ein Bruttoinlandsprodukt von 293,6 Milliarden US-Dollar (KKB). In der Rangliste der wirtschaftsstärksten Metropolregionen weltweit belegte er damit den 38. Platz. Das BIP pro Kopf betrug 12.747 US-Dollar. Delhi war damit der größte Wirtschaftsraum in Indien und hatte das höchste Pro-Kopf Einkommen.
Im Index der menschlichen Entwicklung erreichte das Unionsterritorium Delhi 2015 einen Wert von 0,734 gegenüber einem gesamtindischen Durchschnitt von 0,624.

### Wirtschaft
Delhi gehört zu den wichtigsten Wirtschaftszentren des Landes. Es besitzt eine vielfältige verarbeitende Industrie. In der Stadt werden Textilien, elektrische und elektronische Anlagen, Präzisionswerkzeuge und Kraftfahrzeuge hergestellt. Delhi als Bundesstadt hat landesweit die größte Konzentration von öffentlich Bediensteten.
Ein großes Angebot im Bereich des Kunsthandwerks vermittelt einen nahezu umfassenden Überblick über das kulturelle Erbe Indiens. In den Geschäften werden Waren aus allen Teilen des Landes angeboten – von tibetischen Teppichen, Antiquitäten und Schmuck bis zu moderner Kunst und Designerkleidung ist alles zu bekommen.
Nach Jahren der wirtschaftlichen Isolierung, verursacht durch die strengen Handelsgesetze, die nach der Unabhängigkeit von Großbritannien erlassen wurden, erfährt Delhi heute einen rasanten Wirtschaftsboom.
Die Umgebung der Stadt wurde traditionell landwirtschaftlich genutzt. Es werden Weizen, Hülsenfrüchte, Obst und Gemüse angebaut. Die Milchviehzucht ist ein bedeutender Wirtschaftszweig. Der beträchtliche Flächenverbrauch und die steigenden Landpreise um Delhi herum führt hier aber zur Verdrängung vieler Kleinbetriebe in weiter entfernte Gebiete.
Die an Delhi angrenzenden Territorien haben ihre Entwicklung vorwiegend auf die Zusammenarbeit mit der Bundeshauptstadt ausgerichtet. In den letzten Jahrzehnten sind große Trabantenstädte wie Gurugram, Dwarka oder Noida entstanden, in denen sich aufstrebende Wirtschaftszweige wie Elektro- und Computerindustrie, Softwareerstellung, Industrieverwaltungen u. ä. niedergelassen haben. Die dazugehörige soziale und Verkehrs-Infrastruktur ist z. T. noch lückenhaft, aber wo vorhanden, den Einrichtungen in Delhi ebenbürtig. In diesem „Speckgürtel“ Delhis siedeln sich überdurchschnittlich viele junge, gut ausgebildete Menschen in modernen Hochhaussiedlungen an. Diese aus dem ganzen Land stammende Zuwanderung bildet den Kern einer schnell wachsenden indischen Mittelschicht.
Zu den vier städtischen Mülldeponien zählt die 1984 eröffnete Mülldeponie Ghazipur.
In einer Rangliste der Städte nach ihrer Lebensqualität belegte Delhi im Jahr 2018 den 162. Platz unter 231 untersuchten Städten weltweit.

### Verkehr

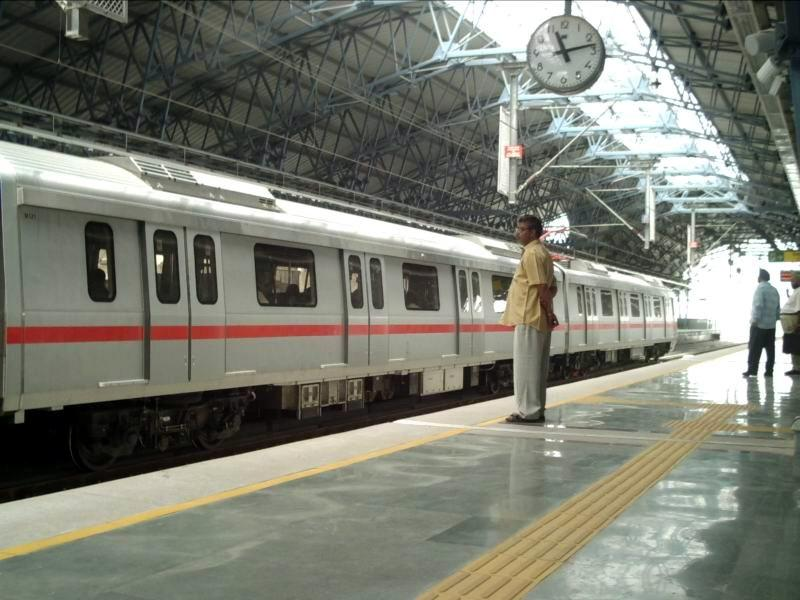
Metro in Delhi

#### Überblick
Delhi ist ein nationaler und internationaler Verkehrsknotenpunkt mit Autobahnen, Überland-Busterminals, Eisenbahnlinien, einer U-Bahn sowie einem großen Verkehrsflughafen. Die internationalen Flüge und die Inlandsflüge landen auf dem im Südwesten Delhis gelegenen Indira Gandhi International Airport. Momentan wird mit dem Flughafen Noida ein zweiter, größerer Flughafen gebaut. Die Eröffnung ist für 2025 geplant.
Die öffentlichen Verkehrsmittel können bis jetzt die Bedürfnisse der wachsenden Stadtregion Delhi nicht befriedigen. Deshalb ist ein weiterer Ausbau des U-Bahn-Netzes (Delhi Metro) geplant. Bis zum Jahr 2021 soll das Netz auf eine Länge von 240 Kilometer erweitert werden. Die am 24. Dezember 2002 in Betrieb genommene U-Bahn befuhr im Jahr 2004 nur einen 22 Kilometer langen Streckenabschnitt. Im Februar 2011 betrug die Länge nach großen Anstrengungen zu den Commonwealth-Spielen 2010 bereits 181,8 km. Auch der Indira Gandhi International Airport ist seit 23. Februar 2011 an das U-Bahn-Netz angeschlossen.
Die Satellitenstädte, die sich rund um die Metropole entwickeln, sind schlecht an das Autobahnnetz angeschlossen. Um die Verkehrsstaus zu verringern, wurde ein großes Straßenbauprogramm begonnen. Um der ausufernden Umweltverschmutzung Einhalt zu gebieten, wurde der öffentliche Nahverkehr auf Erdgas (CNG: Compressed Natural Gas) umgestellt. Diese Maßnahme betraf die öffentlichen Busse sowie Taxis und Motor-Rikschas.

### Bildung
Die fünf wichtigsten Universitäten in Delhi sind die University of Delhi, die Jawaharlal Nehru University, die Guru Gobind Singh Indraprastha University, die Jamia Millia Islamia und die Indira Gandhi National Open University. Weitere wichtige Bildungseinrichtungen sind das All India Institute of Medical Sciences, das Indian Institute of Technology Delhi, die Delhi School of Economics, das Shri Ram College of Commerce, das Lady Shri Ram College for Women, das Netaji Subhas Institute of Technology, das Delhi College of Engineering sowie das St. Stephen’s College.

## Persönlichkeiten
Söhne und Töchter der Stadt:
- Michael Gateley (1904–?), Hockeyspieler
- Patrick Nair (1932–2017), Geistlicher, römisch-katholischer Bischof von Meerut
- Eden Kane (* 1940), britischer Sänger
- Joginder Singh (1940–2002), Hockeyspieler
- Paddy Ashdown (1941–2018), britischer Politiker
- Peter Sarstedt (1941–2017), britischer Singer-Songwriter und Gitarrist
- Pervez Musharraf (1943–2023), pakistanischer Politiker
- Robin Sarstedt (1944–2022), britischer Sänger
- Tariq Anwar (* 1945), britischer Filmeditor
- Sajjan Kumar (* 1945), Politiker
- Deepak Chopra (* 1946), Autor über Spiritualität, alternative Medizin und Ayurveda
- Shabana Azmi (* 1950), Filmschauspielerin
- Arun Jaitley (1952–2019), Politiker (BJP), Finanz- und Verteidigungsminister
- Neeru Chadha (* 1955), Richterin und Vizepräsidentin am Internationalen Seegerichtshof
- Geet Sethi (* 1961), Billardspieler und Weltmeister
- Sanjay Subrahmanyam (* 1961), Historiker
- Michael Bennet (* 1964), US-amerikanischer Politiker
- Amar Kanwar (* 1964), Filmregisseur und zeitgenössischer Künstler
- Ajay Sharma (* 1964), Cricketspieler
- Shah Rukh Khan (* 1965), Bollywood-Schauspieler
- Peter Plate (* 1967), deutscher Sänger, Songwriter und Produzent (Rosenstolz)
- Saif Ali Khan (* 1970), Schauspieler
- Marcus Hilpert (* 1971), deutsch-niederländischer Tennisspieler
- Bif Naked (* 1971), kanadische Punkrock-Sängerin
- Chetan Bhagat (* 1974), Schriftsteller
- Anju Jain (* 1974), Cricketspielerin
- Priya Anjali Rai (* 1977), Pornodarstellerin
- Bipasha Basu (* 1979), Schauspielerin und Model
- Zascha Moktan (* 1981), deutsch-nepalesische Songwriterin und Sängerin
- Priyanka Bose (* 1982), Schauspielerin und Model
- Amit Mishra (* 1982), Cricketspieler
- Huma Qureshi (* 1986), Schauspielerin
- Divij Sharan (* 1986), Tennisspieler
- Milind Kumar (* 1991), Cricketspieler
- Parimarjan Negi (* 1993), Schachspieler
- Nupur Sanon (* 1995), Schauspielerin
- Musskan Sethi (* 1995), Schauspielerin
- Tanya Maniktala (* 1997), Schauspielerin
- Sargun Kaur Luthra (* 1998), Schauspielerin